# Astrodon johnstoni
L'astrodonte (Astrodon johnstoni) era un dinosauro erbivoro appartenente ai sauropodi. Visse nel Cretaceo inferiore (Aptiano/Albiano, circa 112 milioni di anni fa) e i suoi resti fossili sono stati ritrovati in Nordamerica (Stati Uniti orientali).

## Descrizione
Questo dinosauro è conosciuto grazie a esemplari incompleti, comprendenti vertebre, denti e ossa delle zampe. Un esemplare adulto doveva raggiungere i 15/18 metri di lunghezza e i 9 di altezza. Come tutti i sauropodi, Astrodon possedeva collo e coda allungati, mentre gli arti erano massicci e colonnari. È probabile che il corpo voluminoso avesse un profilo elevato, come quello di altri sauropodi macronari.

## Classificazione

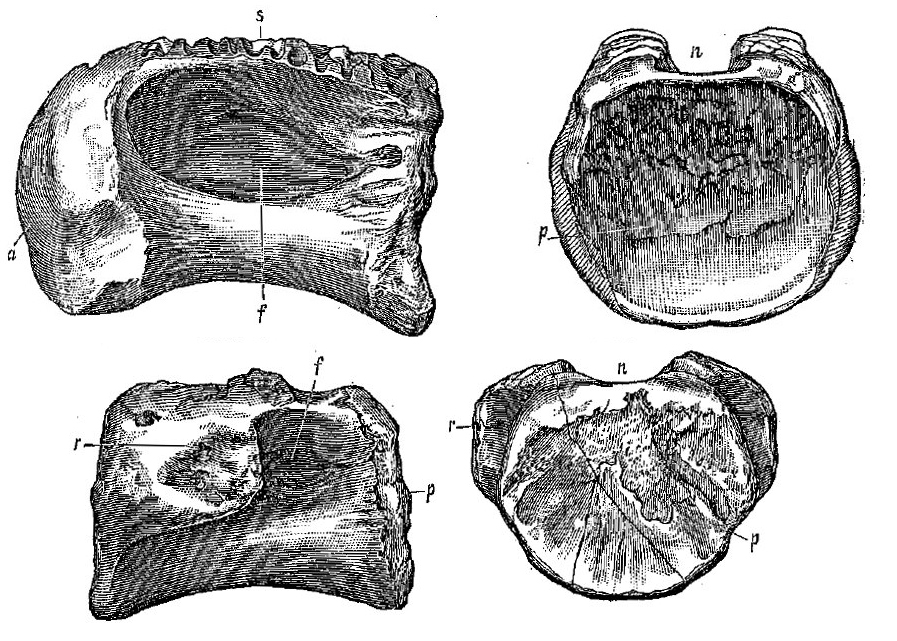
Vertebra dorsale di Pleurocoelus (=Astrodon?)

La storia della classificazione di questo dinosauro è piuttosto complicata. Astrodon venne descritto per la prima volta da Christopher Johnston nel 1859, sulla base di due denti ritrovati nella formazione Arundel nei pressi di Blandenburg, Maryland. Successivamente, nel 1865, Joseph Leidy appose l'epiteto specifico A. johnstoni. 
In seguito, nel 1888, Othniel Charles Marsh descrisse alcune ossa ritrovate nella stessa formazione presso Muirkirk, come Pleurocoelus nanus e P. altus. Nel 1921 Charles Whitney Gilmore ritenne che i resti descritti da Marsh e Johnston appartenessero tutti a una medesima specie, Astrodon johnstoni. Questa ipotesi venne seguita da Carpenter e Tidwell (2005), nella prima descrizione approfondita di questo dinosauro, i quali considerarono P. nanus e P. altus differenti stadi di crescita di A. johnstoni. Altri resti provenienti dal Texas e attribuiti a Pleurocoelus sono probabilmente da attribuire a un altro genere di dinosauro sauropode.
Gran parte dei resti di Astrodon sono attribuiti ad esemplari giovani, e originariamente questo animale (sotto il nome di Pleurocoelus) venne considerato un sauropode di piccola taglia. In passato, sia Pleurocoelus che Astrodon sono stati considerati rappresentanti dei brachiosauridi, i giganteschi sauropodi caratteristici del Giurassico come Brachiosaurus e Giraffatitan. Attualmente Astrodon è considerato un rappresentante primitivo dei titanosauriformi, forse appartenente ai brachiosauridi.

## Nella cultura di massa
Nel 1998, L'Astrodon johnstoni è stato scelto come "dinosauro di stato" del Maryland. Compare anche nel romanzo Raptor Red.